# Forte de Almada
O Forte de Almada localiza-se na freguesia e município de Almada, distrito de Setúbal, em Portugal.

## História
Esta fortificação marítima foi erguida para complemento da defesa da capital, na margem sul da barra do rio Tejo.
No século XIX integrava o sistema defensivo de Lisboa, coordenando as diversas baterias da linha de defesa na margem sul do Tejo.
No contexto da revolta de 26 de agosto de 1931, o aviador revolucionário José Manuel Sarmento de Beires (que com António Jacinto de Silva Brito Paes tinham efetuado o Raid Aéreo Lisboa-Macau em 2 de abril de 1924) descolando da Base Aérea de Alverca, tentou bombardear o forte mas falhou o alvo, tendo a bomba caído num largo da vila (hoje Almada Velha) causando a morte de três pessoas e muitos feridos, entre os quais dezenas de crianças que ali brincavam com papagaios de papel. Atualmente esse logradouro tem a designação de Largo das Vitimas de 26 de Agosto de 1931, e nele se encontra gravado, num muro, o testemunho desse trágico evento, assim como o número de vitimas causadas.
À época da Segunda Guerra Mundial recebeu artilharia.
Nos nossos dias encontra-se ocupada pela Brigada nº 2 - Grupo Territorial de Almada, da Guarda Nacional Republicana

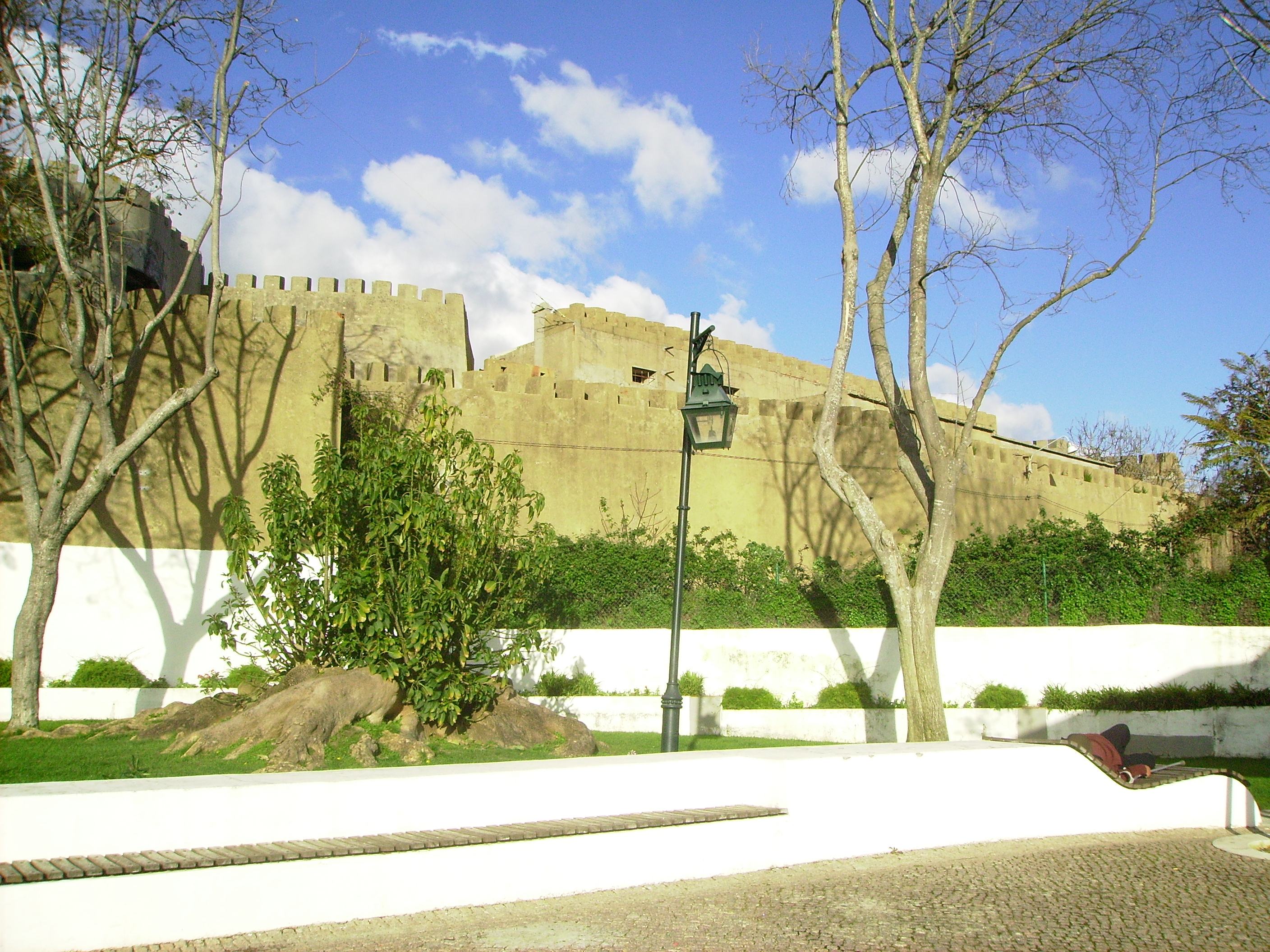
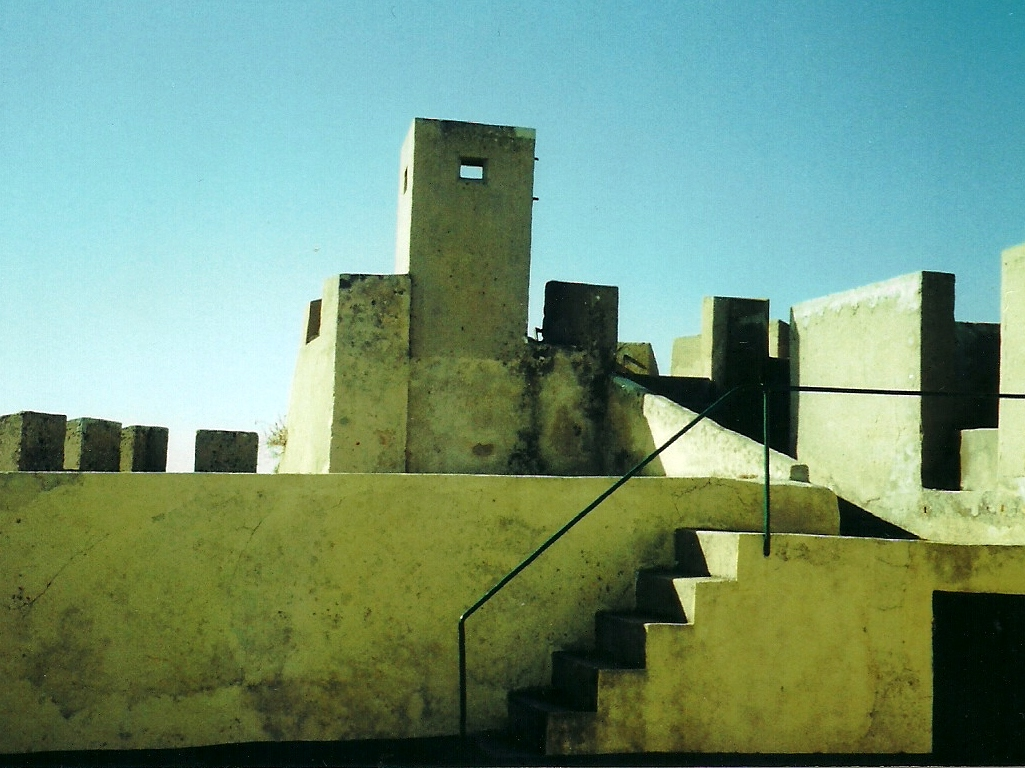
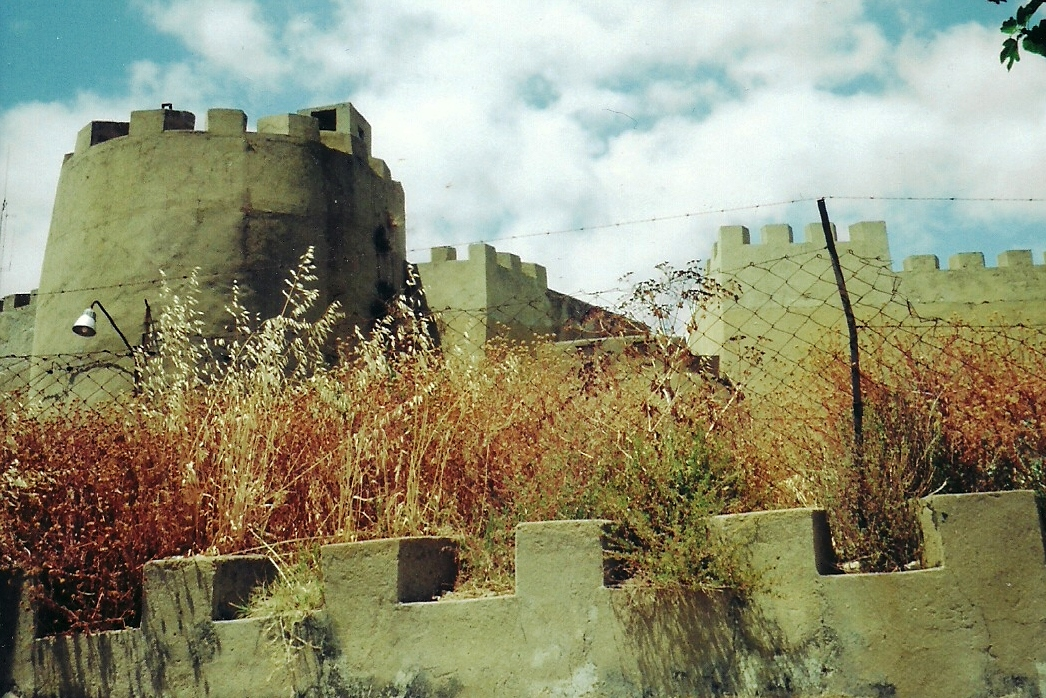
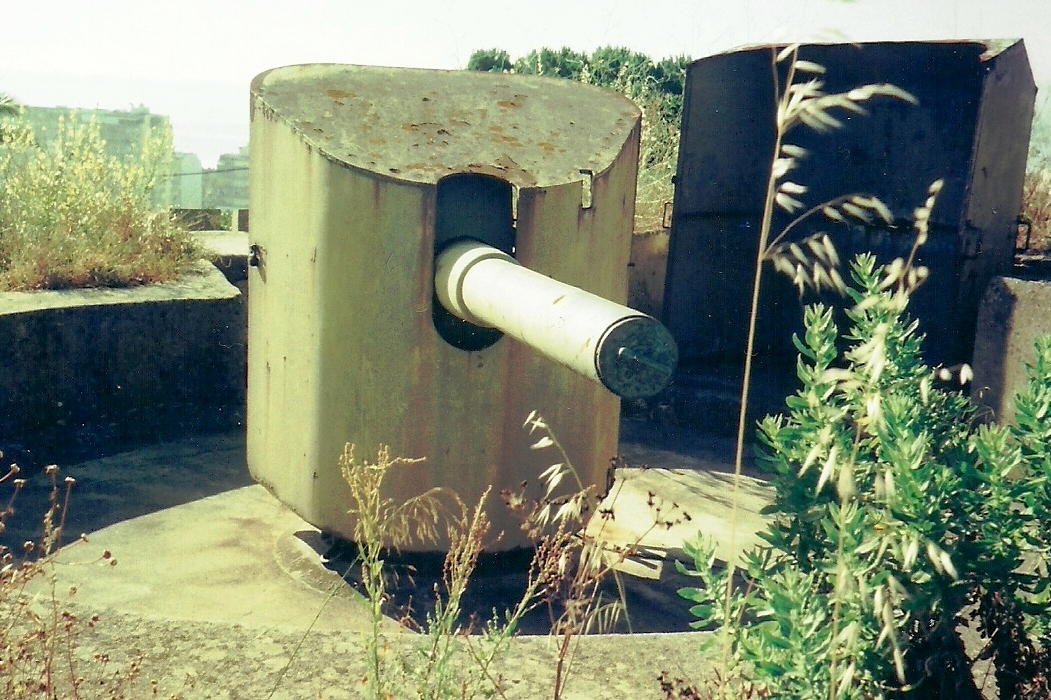
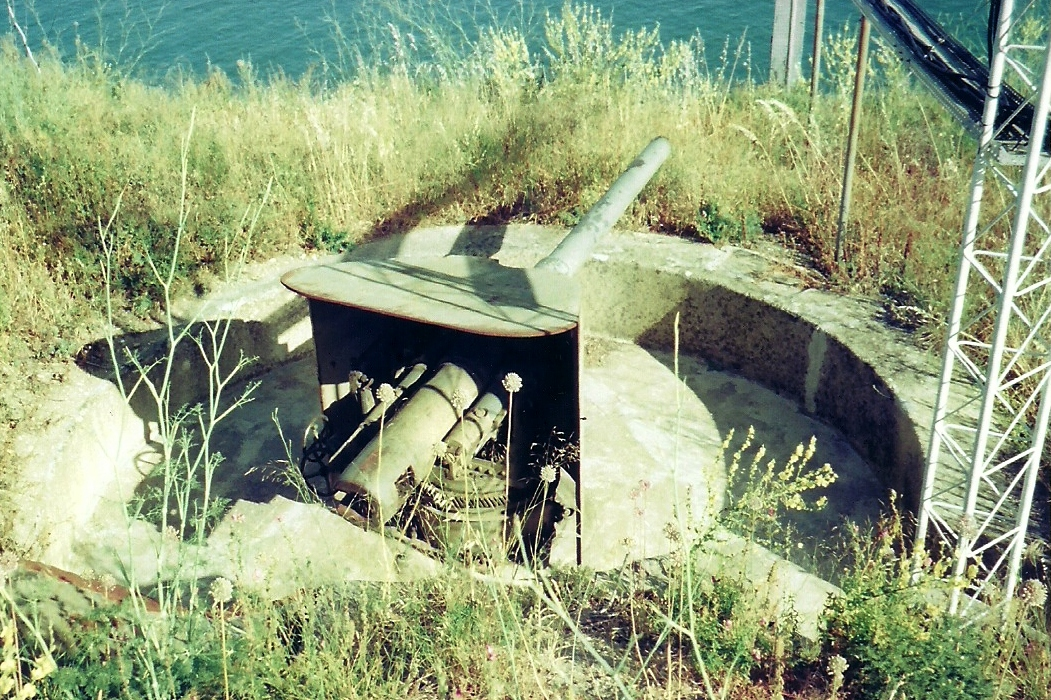
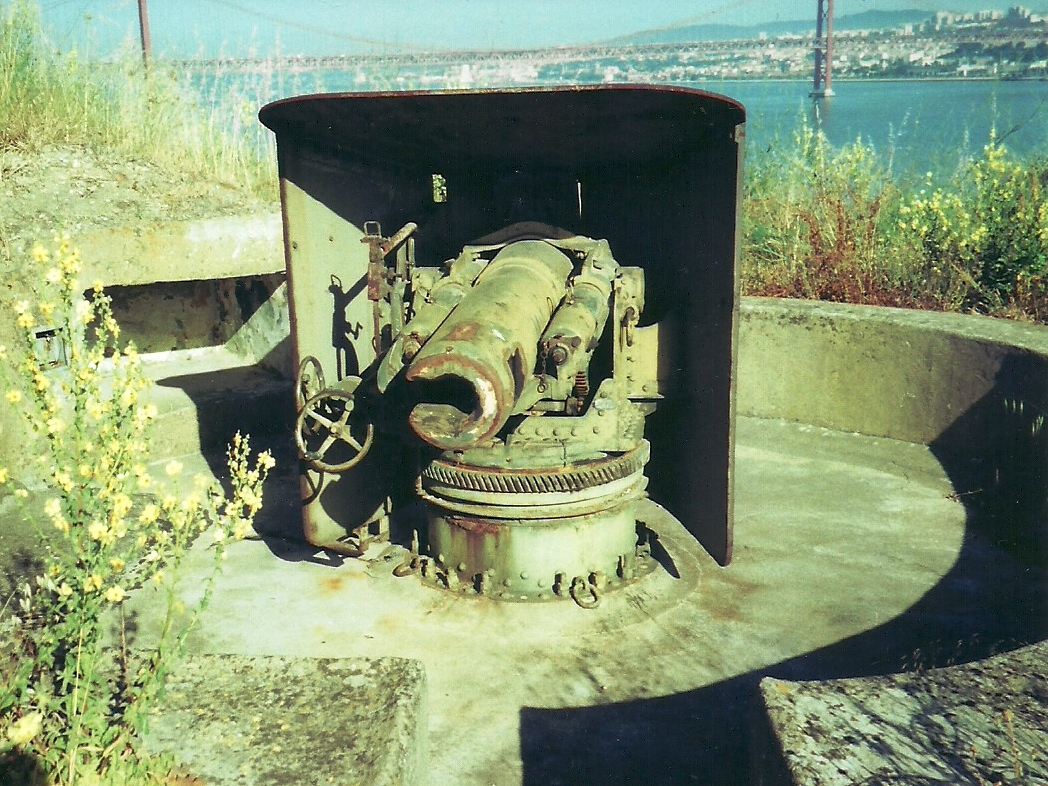
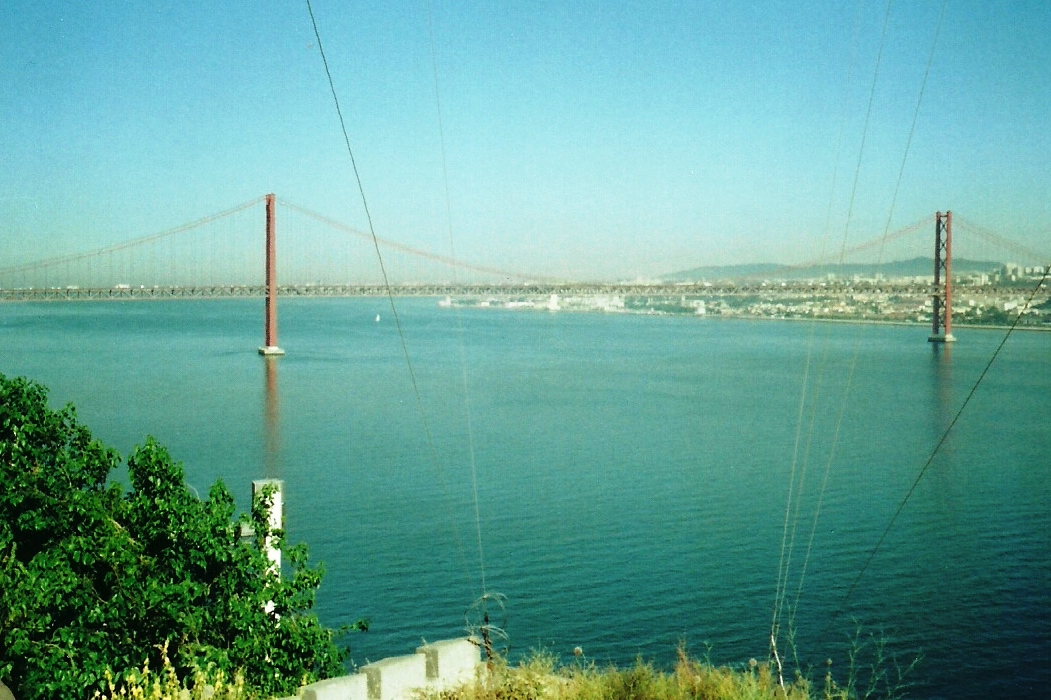
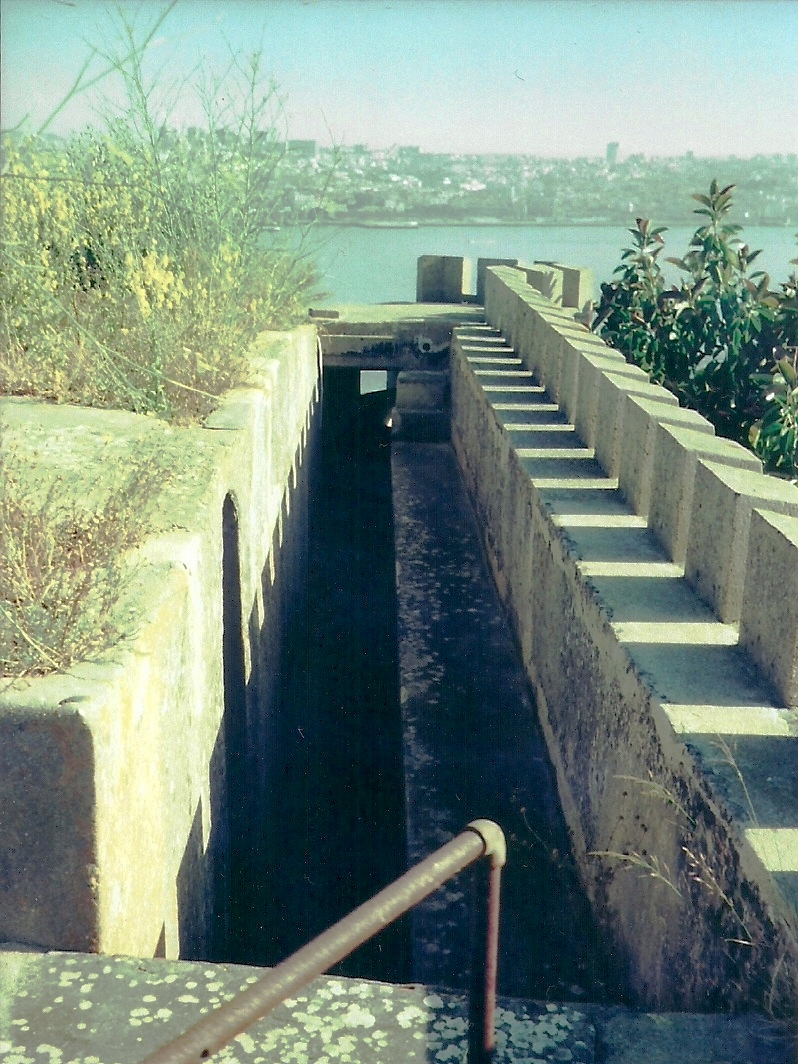